# 543315 Asmakhammari
543315 Asmakhammari este o planetă minoră (asteroid) din centura de asteroizi. A fost descoperită pe 10 decembrie 2013 la  de Michel Ory⁠(d). 
Obiectul prezintă o orbită caracterizată de o semiaxă mare de 3,1811424715836 UAi, o excentricitate de 0,15060394837595, o înclinație de 19,471119706512 ° în raport cu ecliptica.